# Nemesia kahmanni
Nemesia kahmanni là một loài nhện trong họ Nemesiidae.
Nemesia kahmanni được miêu tả năm 1955 bởi Kraus.